# Classiche

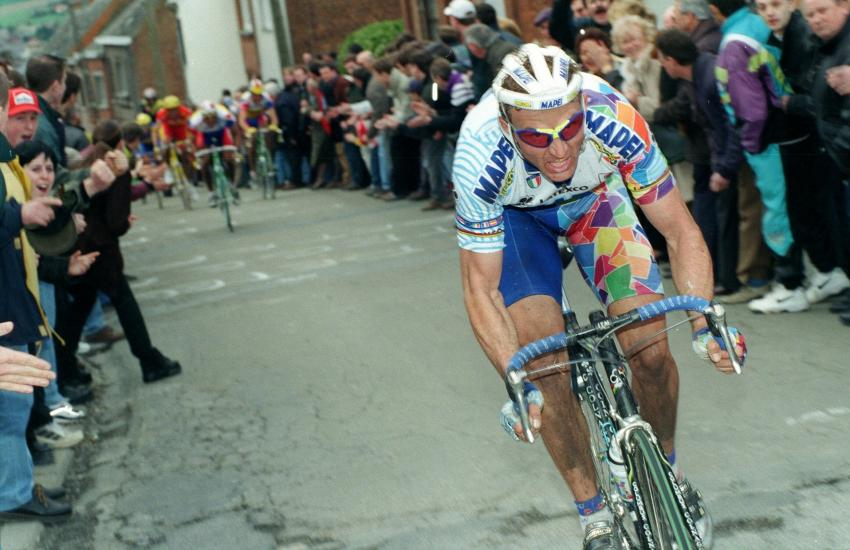
Il ciclista belga Johan Museeuw durante il Giro delle Fiandre 1998

Le classiche nel ciclismo su strada professionistico sono le più importanti corse in linea di un giorno del calendario maschile (UCI World Tour); molte di queste gare, tutte corse in Europa occidentale, sono inserite nel calendario dell'Unione Ciclistica Internazionale da decine di anni, e le più vecchie risalgono al XIX secolo, fino ad arrivare alle più moderne, istituite nel Novecento: ciascuna gara si disputa ogni anno ed è collocata in un preciso periodo della stagione ciclistica ufficiale.

## Descrizione
In genere i percorsi delle classiche o sono completamente pianeggianti, come nel caso della Parigi-Roubaix, oppure sono vallonati con salite più o meno dure con lunghezza massima di qualche km, come ad esempio il Giro delle Fiandre e l'Amstel Gold Race, al contrario di tappe di montagna nelle corse a tappe con salite che possono essere anche piuttosto lunghe e con importanti dislivelli. La lunghezza di una classica supera quasi sempre i 200 chilometri, ma può essere anche più corta, come era nel caso della Strade Bianche (che adesso supera abbondantemente i 200 km) e del Trofeo Laigueglia.
Nel ciclismo moderno, così come le corse a tappe sono appannaggio di corridori specializzati che alla lunga eccellono in doti di resistenza e recupero capaci di lottare nelle gare a cronometro e in salita, le classiche, e più in generale le corse in linea di un giorno, sono appannaggio di corridori specializzati, i cosiddetti cacciatori di classiche, che massimizzano la resa agonistica durante l'intera gara, spesso con doti di potenza (in genere scattisti, passisti-velocisti e finisseurs), e dove risulta non trascurabile anche l'aspetto tattico.
Nella storia del ciclismo fanno eccezione quei ciclisti che si sono distinti sia come vincitori di corse a tappe sia come vincitori di corse in linea di un giorno tra cui le classiche: questi in genere sono considerati corridori completi e tra questi figurano i più grandi ciclisti, come Gino Bartali, Fausto Coppi, Fiorenzo Magni, Eddy Merckx, Felice Gimondi, Francesco Moser, Giuseppe Saronni, Bernard Hinault, Gianni Bugno e, in anni più recenti, Vincenzo Nibali, Alejandro Valverde, Tadej Pogačar e Remco Evenepoel.

## Le corse
Le principali corse conosciute come classiche (Grandi classiche) sono le seguenti 12:
Classiche di primavera
- Trofeo Laigueglia: corsa per la prima volta nel 1964 . Normalmente disputata la prima domenica di marzo, come primo appuntamento del calendario delle classiche, ha una lunghezza media di 185 km, inizia e finisce a Laigueglia con un percorso variabile, e in alcuni tratti ricalca i luoghi della Milano-Sanremo.
- Strade Bianche: corsa nata nel 2007, ha assunto tuttavia sin da subito rilevanza internazionale poiché caratterizzata dalle tipiche strade sterrate dell'entroterra senese, le cosiddette "strade bianche". Partenza e arrivo sono fissati a Siena, con partenza dalla Fortezza Medicea e termine in Piazza del Campo.
- Milano-Sanremo: corsa per la prima volta nel 1907. Disputata a marzo e per questo detta anche "La Classicissima di Primavera" o semplicemente "La Classicissima", è la prima classica monumento dell'anno nonché solitamente la più lunga (sfiora i 300 km) e la più adatta ai corridori veloci.

Classiche del pavé
- Gand-Wevelgem: corsa per la prima volta nel 1934, è adatta ai velocisti[5] e apre ufficialmente la campagna del Nord.
- Giro delle Fiandre: corsa per la prima volta nel 1913, è caratterizzata da salite corte e molto ripide denominate "muri" e normalmente si disputa la prima domenica di aprile.
- Parigi-Roubaix: corsa per la prima volta nel 1896, tradizionalmente si disputa il fine settimana successivo al Giro delle Fiandre. Pur avendo un percorso completamente pianeggiante, per la sua difficoltà dovuta ai numerosi settori di pavé è soprannominata la "Regina delle classiche" e "L'Enfer du Nord" ("L'Inferno del Nord")

Classiche delle Ardenne
- Amstel Gold Race: corsa per la prima volta nel 1966, normalmente si disputa a metà aprile. È la principale gara ciclistica olandese.
- Freccia Vallone: corsa per la prima volta nel 1936, tradizionalmente si disputa nella settimana tra Amstel Gold Race e Liegi-Bastogne-Liegi. L'arrivo è tradizionalmente posto sulla cima del muro di Huy.
- Liegi-Bastogne-Liegi: corsa per la prima volta nel 1892, si svolge una settimana dopo l'Amstel Gold Race. È la più antica classica ed è per questo denominata "La Doyenne" ("La Decana").

Classiche di fine stagione
- Classica di San Sebastián: la più prestigiosa classica di Spagna, si è corsa per la prima volta nel 1981 e si disputa generalmente nel mese di agosto.
- Bretagne Classic Ouest-France: corsa nata nel 1931 con il nome di Grand Prix de Ouest-France, si svolge a fine agosto nella Bretagna, Ovest della Francia.
- Giro di Lombardia: corsa per la prima volta nel 1905, è conosciuta anche come "La Classica d'Autunno" o "La Classica delle foglie morte". Normalmente disputata il secondo sabato d'ottobre, come ultimo appuntamento del calendario delle classiche autunnali, è la monumento più adatta ai corridori da Grandi Giri.

### Classiche monumento
Tra tutte le classiche, cinque in particolare, le cosiddette classiche monumento, sono quelle più prestigiose e le più antiche. Esse erano inizialmente, intorno agli anni quaranta, tre: la Milano-Sanremo, la Parigi-Roubaix e il Giro delle Fiandre. Dal 1960 vengono considerate tali anche la Liegi-Bastogne-Liegi e il Giro di Lombardia, e ciò ha comportato una maggiore partecipazione da parte delle grandi squadre e dei grandi corridori anche per queste due corse.
| Corsa                | Data                                         | Prima edizione | Recordman |
| -------------------- | -------------------------------------------- | -------------- | --- |
| Milano-Sanremo       | Sabato più vicino al 19 marzo (San Giuseppe) | 1907           | Eddy Merckx (7) |
| Giro delle Fiandre   | Prima domenica di aprile                     | 1913           | Achiel Buysse, Eric Leman, Fiorenzo Magni, Johan Museeuw, Tom Boonen, Fabian Cancellara e Mathieu van der Poel (3) |
| Parigi-Roubaix       | Seconda domenica di aprile                   | 1896           | Roger De Vlaeminck e Tom Boonen (4)                                                                                |
| Liegi-Bastogne-Liegi | Quarta domenica di aprile                    | 1892           | Eddy Merckx (5) |
| Giro di Lombardia    | Primo sabato di ottobre                      | 1905           | Fausto Coppi (5)                                                                                                   |

## Statistiche

### Corridori
Sono di seguito elencati i corridori che hanno ottenuto almeno cinque vittorie nelle classiche monumento. Solo un corridore ha vinto almeno due volte tutte le classiche monumento: Eddy Merckx. E soltanto altri due corridori le hanno vinte tutte e cinque almeno una volta: i belgi Roger De Vlaeminck e Rik Van Looy. In grassetto sono riportati i nomi dei ciclisti ancora in attività.
| Ciclista             | M-S | GdF | P-R | L-B-L | GdL | Totale |
| -------------------- | --- | --- | --- | ----- | --- | ------ |
| Eddy Merckx          | 7   | 2   | 3   | 5     | 2   | 19     |
| Roger De Vlaeminck   | 3   | 1   | 4   | 1     | 2   | 11     |
| Fausto Coppi         | 3   |     | 1   |       | 5   | 9      |
| Costante Girardengo  | 6   |     |     |       | 3   | 9      |
| Sean Kelly           | 2   |     | 2   | 2     | 3   | 9      |
| Tadej Pogačar        |     | 2   |     | 3     | 4   | 9      |
| Rik Van Looy         | 1   | 2   | 3   | 1     | 1   | 8      |
| Mathieu van der Poel | 2   | 3   | 3   |       |     | 8      |
| Gino Bartali         | 4   |     |     |       | 3   | 7      |
| Tom Boonen           |     | 3   | 4   |       |     | 7      |
| Fabian Cancellara    | 1   | 3   | 3   |       |     | 7      |
| Henri Pélissier      | 1   |     | 2   |       | 3   | 6      |
| Alfredo Binda        | 2   |     |     |       | 4   | 6      |
| Fred De Bruyne       | 1   | 1   | 1   | 3     |     | 6      |
| Francesco Moser      | 1   |     | 3   |       | 2   | 6      |
| Moreno Argentin      |     | 1   |     | 4     | 1   | 6      |
| Johan Museeuw        |     | 3   | 3   |       |     | 6      |
| Gaetano Belloni      | 2   |     |     |       | 3   | 5      |
| Rik Van Steenbergen  | 1   | 2   | 2   |       |     | 5      |
| Bernard Hinault      |     |     | 1   | 2     | 2   | 5      |
| Michele Bartoli      |     | 1   |     | 2     | 2   | 5      |
| Paolo Bettini        | 1   |     |     | 2     | 2   | 5      |
| Philippe Gilbert     |     | 1   | 1   | 1     | 2   | 5      |

### Classifica per nazioni
| Pos. | Nazione               | M–S | GdF | P–R | L–B–L | GdL | Totale |
| ---- | --------------------- | --- | --- | --- | ----- | --- | ------ |
| 1    | Belgio                | 23  | 69  | 57  | 61    | 12  | 222    |
| 2    | Italia                | 51  | 11  | 14  | 12    | 69  | 157    |
| 3    | Francia               | 14  | 3   | 28  | 5     | 12  | 62     |
| 4    | Paesi Bassi           | 6   | 13  | 9   | 4     | 3   | 35     |
| 5    | Svizzera              | 2   | 4   | 4   | 6     | 5   | 21     |
| 6    | Germania              | 7   | 2   | 2   | 2     | 0   | 13     |
| 7    | Irlanda               | 2   | 0   | 2   | 3     | 4   | 11     |
| 7    | Spagna                | 5   | 0   | 0   | 4     | 2   | 11     |
| 7    | Slovenia              | 1   | 2   | 0   | 4     | 4   | 11     |
| 10   | Australia             | 2   | 0   | 2   | 1     | 0   | 5      |
| 10   | Danimarca             | 0   | 2   | 0   | 2     | 1   | 5      |
| 10   | Lussemburgo           | 0   | 0   | 1   | 3     | 1   | 5      |
| 13   | Gran Bretagna         | 2   | 1   | 0   | 0     | 1   | 4      |
| 14   | Kazakistan            | 0   | 0   | 0   | 3     | 0   | 3      |
| 15   | Slovacchia            | 0   | 1   | 1   | 0     | 0   | 2      |
| 15   | Norvegia              | 1   | 1   | 0   | 0     | 0   | 2      |
| 15   | Russia                | 0   | 0   | 0   | 1     | 1   | 2      |
| 18   | Colombia              | 0   | 0   | 0   | 0     | 1   | 1      |
| 18   | Lituania              | 0   | 0   | 0   | 0     | 1   | 1      |
| 18   | Polonia               | 1   | 0   | 0   | 0     | 0   | 1      |
| 18   | Stati Uniti d'America | 0   | 0   | 0   | 1     | 0   | 1      |
| 18   | Svezia                | 0   | 0   | 1   | 0     | 0   | 1      |
| 18   | Ucraina               | 0   | 0   | 1   | 0     | 0   | 1      |

Aggiornato al 6 aprile 2025.

### Albo d'oro
| Anno | Milano-Sanremo       | Giro delle Fiandre   | Parigi-Roubaix          | Liegi-Bastogne-Liegi            | Giro di Lombardia        |
| ---- | -------------------- | -------------------- | ----------------------- | ------------------------------- | ------------------------ |
| 1892 |                      |                      |                         | Léon Houa                       |                          |
| 1893 |                      |                      |                         | Léon Houa                       |                          |
| 1894 |                      |                      |                         | Léon Houa                       |                          |
| 1895 |                      |                      |                         |                                 |                          |
| 1896 |                      |                      | Josef Fischer           |                                 |                          |
| 1897 |                      |                      | Maurice Garin           |                                 |                          |
| 1898 |                      |                      | Maurice Garin           |                                 |                          |
| 1899 |                      |                      | Albert Champion         |                                 |                          |
| 1900 |                      |                      | Émile Bouhours          |                                 |                          |
| 1901 |                      |                      | Lucien Lesna            |                                 |                          |
| 1902 |                      |                      | Lucien Lesna            |                                 |                          |
| 1903 |                      |                      | Hippolyte Aucouturier   |                                 |                          |
| 1904 |                      |                      | Hippolyte Aucouturier   |                                 |                          |
| 1905 |                      |                      | Louis Trousselier       |                                 | Giovanni Gerbi           |
| 1906 |                      |                      | Henri Cornet            |                                 | Cesare Brambilla         |
| 1907 | Lucien Petit-Breton  |                      | Georges Passerieu       |                                 | Gustave Garrigou         |
| 1908 | Cyrille Van Hauwaert |                      | Cyrille Van Hauwaert    | André Trousselier               | François Faber           |
| 1909 | Luigi Ganna          |                      | Octave Lapize           | Victor Fastre                   | Giovanni Cuniolo         |
| 1910 | Eugène Christophe    |                      | Octave Lapize           |                                 | Giovanni Micheletto      |
| 1911 | Gustave Garrigou     |                      | Octave Lapize           | Joseph Van Daele                | Henri Pélissier          |
| 1912 | Henri Pélissier      |                      | Charles Crupelandt      | Omer Verschoore                 | Carlo Oriani             |
| 1913 | Odile Defraye        | Paul Deman           | François Faber          | Maurits Moritz                  | Henri Pélissier          |
| 1914 | Ugo Agostoni         | Marcel Buysse        | Charles Crupelandt      |                                 | Lauro Bordin             |
| 1915 | Ezio Corlaita        |                      |                         |                                 | Gaetano Belloni          |
| 1916 |                      |                      |                         |                                 | Leopoldo Torricelli      |
| 1917 | Gaetano Belloni      |                      |                         |                                 | Philippe Thys            |
| 1918 | Costante Girardengo  |                      |                         |                                 | Gaetano Belloni          |
| 1919 | Angelo Gremo         | Henri Van Lerberghe  | Henri Pélissier         | Léon Devos                      | Costante Girardengo      |
| 1920 | Gaetano Belloni      | Jules Van Hevel      | Paul Deman              | Léon Scieur                     | Henri Pélissier          |
| 1921 | Costante Girardengo  | René Vermandel       | Henri Pélissier         | Louis Mottiat                   | Costante Girardengo      |
| 1922 | Giovanni Brunero     | Léon Devos           | Albert Dejonghe         | Louis Mottiat                   | Costante Girardengo      |
| 1923 | Costante Girardengo  | Heiri Suter          | Heiri Suter             | René Vermandel                  | Giovanni Brunero         |
| 1924 | Pietro Linari        | Gérard Debaets       | Jules Van Hevel         | René Vermandel                  | Giovanni Brunero         |
| 1925 | Costante Girardengo  | Julien Delbecque     | Félix Sellier           | Georges Ronsse                  | Alfredo Binda            |
| 1926 | Costante Girardengo  | Denis Verschueren    | Julien Delbecque        | Dieudonné Smets                 | Alfredo Binda            |
| 1927 | Pietro Chesi         | Gérard Debaets       | Georges Ronsse          | Maurice Raes                    | Alfredo Binda            |
| 1928 | Costante Girardengo  | Jan Mertens          | André Leducq            | Ernest Mottard                  | Gaetano Belloni          |
| 1929 | Alfredo Binda        | Joseph Dervaes       | Charles Meunier         | Alphons Schepers                | Pietro Fossati           |
| 1930 | Michele Mara         | Frans Bonduel        | Julien Vervaecke        | Hermann Buse                    | Michele Mara             |
| 1931 | Alfredo Binda        | Romain Gijssels      | Gaston Rebry            | Alphons Schepers                | Alfredo Binda            |
| 1932 | Alfredo Bovet        | Romain Gijssels      | Romain Gijssels         | Marcel Houyoux                  | Antonio Negrini          |
| 1933 | Learco Guerra        | Alphons Schepers     | Sylvère Maes            | François Gardier                | Domenico Piemontesi      |
| 1934 | Jef Demuysere        | Gaston Rebry         | Gaston Rebry            | Theo Herckenrath                | Learco Guerra            |
| 1935 | Giuseppe Olmo        | Louis Duerloo        | Gaston Rebry            | Alphons Schepers                | Enrico Mollo             |
| 1936 | Angelo Varetto       | Louis Hardiquest     | Georges Speicher        | Albert Beckaert                 | Gino Bartali             |
| 1937 | Cesare Del Cancia    | Michel D'Hooghe      | Jules Rossi             | Éloi Meulenberg                 | Aldo Bini                |
| 1938 | Giuseppe Olmo        | Edgard De Caluwé     | Lucien Storme           | Alfons Deloor                   | Cino Cinelli             |
| 1939 | Gino Bartali         | Karel Kaers          | Émile Masson jr.        | Albert Ritserveldt              | Gino Bartali             |
| 1940 | Gino Bartali         | Achiel Buysse        |                         |                                 | Gino Bartali             |
| 1941 | Pierino Favalli      | Achiel Buysse        |                         |                                 | Mario Ricci              |
| 1942 | Adolfo Leoni         | Briek Schotte        |                         |                                 | Aldo Bini                |
| 1943 | Cino Cinelli         | Achiel Buysse        | Marcel Kint             | Richard Depoorter               |                          |
| 1944 |                      | Rik Van Steenbergen  | Maurice Desimpelaere    |                                 |                          |
| 1945 |                      | Sylvain Grysolle     | Paul Maye               | Jean Engels                     | Mario Ricci              |
| 1946 | Fausto Coppi         | Rik Van Steenbergen  | Georges Claes           | Prosper Depredomme              | Fausto Coppi             |
| 1947 | Gino Bartali         | Emiel Faignaert      | Georges Claes           | Richard Depoorter               | Fausto Coppi             |
| 1948 | Fausto Coppi         | Briek Schotte        | Rik Van Steenbergen     | Maurice Mollin                  | Fausto Coppi             |
| 1949 | Fausto Coppi         | Fiorenzo Magni       | Serse Coppi André Mahé  | Camille Danguillaume            | Fausto Coppi             |
| 1950 | Gino Bartali         | Fiorenzo Magni       | Fausto Coppi            | Prosper Depredomme              | Renzo Soldani            |
| 1951 | Louison Bobet        | Fiorenzo Magni       | Antonio Bevilacqua      | Ferdi Kübler                    | Louison Bobet            |
| 1952 | Loretto Petrucci     | Roger Decock         | Rik Van Steenbergen     | Ferdi Kübler                    | Giuseppe Minardi         |
| 1953 | Loretto Petrucci     | Wim van Est          | Germain Derycke         | Alois De Hertog                 | Bruno Landi              |
| 1954 | Rik Van Steenbergen  | Raymond Impanis      | Raymond Impanis         | Marcel Ernzer                   | Fausto Coppi             |
| 1955 | Germain Derycke      | Louison Bobet        | Jean Forestier          | Stan Ockers                     | Cleto Maule              |
| 1956 | Fred De Bruyne       | Jean Forestier       | Louison Bobet           | Fred De Bruyne                  | André Darrigade          |
| 1957 | Miguel Poblet        | Fred De Bruyne       | Fred De Bruyne          | Frans Schoubben Germain Derycke | Diego Ronchini           |
| 1958 | Rik Van Looy         | Germain Derycke      | Léon Van Daele          | Fred De Bruyne                  | Nino Defilippis          |
| 1959 | Miguel Poblet        | Rik Van Looy         | Noël Foré               | Fred De Bruyne                  | Rik Van Looy             |
| 1960 | René Privat          | Arthur De Cabooter   | Pino Cerami             | Ab Geldermans                   | Emile Daems              |
| 1961 | Raymond Poulidor     | Tom Simpson          | Rik Van Looy            | Rik Van Looy                    | Vito Taccone             |
| 1962 | Emile Daems          | Rik Van Looy         | Rik Van Looy            | Joseph Planckaert               | Jo de Roo                |
| 1963 | Joseph Groussard     | Noël Foré            | Emile Daems             | Frans Melckenbeeck              | Jo de Roo                |
| 1964 | Tom Simpson          | Rudi Altig           | Peter Post              | Willy Bocklant                  | Gianni Motta             |
| 1965 | Arie den Hartog      | Jo de Roo            | Rik Van Looy            | Carmine Preziosi                | Tom Simpson              |
| 1966 | Eddy Merckx          | Edward Sels          | Felice Gimondi          | Jacques Anquetil                | Felice Gimondi           |
| 1967 | Eddy Merckx          | Dino Zandegù         | Jan Janssen             | Walter Godefroot                | Franco Bitossi           |
| 1968 | Rudi Altig           | Walter Godefroot     | Eddy Merckx             | Valere Van Sweevelt             | Herman Van Springel      |
| 1969 | Eddy Merckx          | Eddy Merckx          | Walter Godefroot        | Eddy Merckx                     | Jean-Pierre Monseré      |
| 1970 | Michele Dancelli     | Eric Leman           | Eddy Merckx             | Roger De Vlaeminck              | Franco Bitossi           |
| 1971 | Eddy Merckx          | Evert Dolman         | Roger Rosiers           | Eddy Merckx                     | Eddy Merckx              |
| 1972 | Eddy Merckx          | Eric Leman           | Roger De Vlaeminck      | Eddy Merckx                     | Eddy Merckx              |
| 1973 | Roger De Vlaeminck   | Eric Leman           | Eddy Merckx             | Eddy Merckx                     | Felice Gimondi           |
| 1974 | Felice Gimondi       | Cees Bal             | Roger De Vlaeminck      | Georges Pintens                 | Roger De Vlaeminck       |
| 1975 | Eddy Merckx          | Eddy Merckx          | Roger De Vlaeminck      | Eddy Merckx                     | Francesco Moser          |
| 1976 | Eddy Merckx          | Walter Planckaert    | Marc Demeyer            | Joseph Bruyère                  | Roger De Vlaeminck       |
| 1977 | Jan Raas             | Roger De Vlaeminck   | Roger De Vlaeminck      | Bernard Hinault                 | Gianbattista Baronchelli |
| 1978 | Roger De Vlaeminck   | Walter Godefroot     | Francesco Moser         | Joseph Bruyère                  | Francesco Moser          |
| 1979 | Roger De Vlaeminck   | Jan Raas             | Francesco Moser         | Dietrich Thurau                 | Bernard Hinault          |
| 1980 | Pierino Gavazzi      | Michel Pollentier    | Francesco Moser         | Bernard Hinault                 | Fons De Wolf             |
| 1981 | Fons De Wolf         | Hennie Kuiper        | Bernard Hinault         | Josef Fuchs                     | Hennie Kuiper            |
| 1982 | Marc Gomez           | René Martens         | Jan Raas                | Silvano Contini                 | Giuseppe Saronni         |
| 1983 | Giuseppe Saronni     | Jan Raas             | Hennie Kuiper           | Steven Rooks                    | Sean Kelly               |
| 1984 | Francesco Moser      | Johan Lammerts       | Sean Kelly              | Sean Kelly                      | Bernard Hinault          |
| 1985 | Hennie Kuiper        | Eric Vanderaerden    | Marc Madiot             | Moreno Argentin                 | Sean Kelly               |
| 1986 | Sean Kelly           | Adrie van der Poel   | Sean Kelly              | Moreno Argentin                 | Gianbattista Baronchelli |
| 1987 | Erich Mächler        | Claude Criquielion   | Eric Vanderaerden       | Moreno Argentin                 | Moreno Argentin          |
| 1988 | Laurent Fignon       | Eddy Planckaert      | Dirk Demol              | Adrie van der Poel              | Charly Mottet            |
| 1989 | Laurent Fignon       | Edwig Van Hooydonck  | Jean-Marie Wampers      | Sean Kelly                      | Tony Rominger            |
| 1990 | Gianni Bugno         | Moreno Argentin      | Eddy Planckaert         | Eric Van Lancker                | Gilles Delion            |
| 1991 | Claudio Chiappucci   | Edwig Van Hooydonck  | Marc Madiot             | Moreno Argentin                 | Sean Kelly               |
| 1992 | Sean Kelly           | Jacky Durand         | Gilbert Duclos-Lassalle | Dirk De Wolf                    | Tony Rominger            |
| 1993 | Maurizio Fondriest   | Johan Museeuw        | Gilbert Duclos-Lassalle | Rolf Sørensen                   | Pascal Richard           |
| 1994 | Giorgio Furlan       | Gianni Bugno         | Andrei Tchmil           | Evgenij Berzin                  | Vladislav Bobrik         |
| 1995 | Laurent Jalabert     | Johan Museeuw        | Franco Ballerini        | Mauro Gianetti                  | Gianni Faresin           |
| 1996 | Gabriele Colombo     | Michele Bartoli      | Johan Museeuw           | Pascal Richard                  | Andrea Tafi              |
| 1997 | Erik Zabel           | Rolf Sørensen        | Frédéric Guesdon        | Michele Bartoli                 | Laurent Jalabert         |
| 1998 | Erik Zabel           | Johan Museeuw        | Franco Ballerini        | Michele Bartoli                 | Oscar Camenzind          |
| 1999 | Andrei Tchmil        | Peter Van Petegem    | Andrea Tafi             | Frank Vandenbroucke             | Mirko Celestino          |
| 2000 | Erik Zabel           | Andrei Tchmil        | Johan Museeuw           | Paolo Bettini                   | Raimondas Rumšas         |
| 2001 | Erik Zabel           | Gianluca Bortolami   | Servais Knaven          | Oscar Camenzind                 | Danilo Di Luca           |
| 2002 | Mario Cipollini      | Andrea Tafi          | Johan Museeuw           | Paolo Bettini                   | Michele Bartoli          |
| 2003 | Paolo Bettini        | Peter Van Petegem    | Peter Van Petegem       | Tyler Hamilton                  | Michele Bartoli          |
| 2004 | Óscar Freire         | Steffen Wesemann     | Magnus Bäckstedt        | Davide Rebellin                 | Damiano Cunego           |
| 2005 | Alessandro Petacchi  | Tom Boonen           | Tom Boonen              | Aleksandr Vinokurov             | Paolo Bettini            |
| 2006 | Filippo Pozzato      | Tom Boonen           | Fabian Cancellara       | Alejandro Valverde              | Paolo Bettini            |
| 2007 | Óscar Freire         | Alessandro Ballan    | Stuart O'Grady          | Danilo Di Luca                  | Damiano Cunego           |
| 2008 | Fabian Cancellara    | Stijn Devolder       | Tom Boonen              | Alejandro Valverde              | Damiano Cunego           |
| 2009 | Mark Cavendish       | Stijn Devolder       | Tom Boonen              | Andy Schleck                    | Philippe Gilbert         |
| 2010 | Óscar Freire         | Fabian Cancellara    | Fabian Cancellara       | Aleksandr Vinokurov             | Philippe Gilbert         |
| 2011 | Matthew Goss         | Nick Nuyens          | Johan Vansummeren       | Philippe Gilbert                | Oliver Zaugg             |
| 2012 | Simon Gerrans        | Tom Boonen           | Tom Boonen              | Maksim Iglinskij                | Joaquim Rodríguez        |
| 2013 | Gerald Ciolek        | Fabian Cancellara    | Fabian Cancellara       | Daniel Martin                   | Joaquim Rodríguez        |
| 2014 | Alexander Kristoff   | Fabian Cancellara    | Niki Terpstra           | Simon Gerrans                   | Daniel Martin            |
| 2015 | John Degenkolb       | Alexander Kristoff   | John Degenkolb          | Alejandro Valverde              | Vincenzo Nibali          |
| 2016 | Arnaud Démare        | Peter Sagan          | Mathew Hayman           | Wout Poels                      | Esteban Chaves           |
| 2017 | Michał Kwiatkowski   | Philippe Gilbert     | Greg Van Avermaet       | Alejandro Valverde              | Vincenzo Nibali          |
| 2018 | Vincenzo Nibali      | Niki Terpstra        | Peter Sagan             | Bob Jungels                     | Thibaut Pinot            |
| 2019 | Julian Alaphilippe   | Alberto Bettiol      | Philippe Gilbert        | Jakob Fuglsang                  | Bauke Mollema            |
| 2020 | Wout Van Aert        | Mathieu van der Poel |                         | Primož Roglič                   | Jakob Fuglsang           |
| 2021 | Jasper Stuyven       | Kasper Asgreen       | Sonny Colbrelli         | Tadej Pogačar                   | Tadej Pogačar            |
| 2022 | Matej Mohorič        | Mathieu van der Poel | Dylan van Baarle        | Remco Evenepoel                 | Tadej Pogačar            |
| 2023 | Mathieu van der Poel | Tadej Pogačar        | Mathieu van der Poel    | Remco Evenepoel                 | Tadej Pogačar            |
| 2024 | Jasper Philipsen     | Mathieu van der Poel | Mathieu van der Poel    | Tadej Pogačar                   | Tadej Pogačar            |
| 2025 | Mathieu van der Poel | Tadej Pogačar        | Mathieu van der Poel    | Tadej Pogačar                   |                          |

### Vittorie consecutive
Solo due corridori sono riusciti a vincere la stessa classica monumento per 4 volte consecutive, Fausto Coppi il Giro di Lombardia dal 1946 al 1949 e Tadej Pogačar sempre al Lombardia dal 2021 al 2024.
Otto corridori invece hanno fatto il tris in anni consecutivi: Fiorenzo Magni (1949-1951) al Giro delle Fiandre; Octave Lapize (1909-1911), Francesco Moser (1978-1980) e Mathieu van der Poel (2023-2025) alla Parigi Roubaix; Léon Houa (1892-1894), Eddy Merckx (1971-1973) e Moreno Argentin (1985-1987) alla Liegi Bastogne Liegi; Alfredo Binda (1925-1927) al Giro di Lombardia.
Nessuno è riuscito nell'impresa alla Milano Sanremo ma otto corridori l'hanno vinta due volte di seguito: Girardengo, Bartali, Coppi, Petrucci, Merckx (per 3 volte), De Vlaeminck, Fignon e Zabel (per 2 volte).
Merckx è poi l'unico ad aver vinto tre classiche monumento consecutive, Liegi e Lombardia nel 1971 e Sanremo l'anno successivo, oltre ad aver fatto quattro doppiette.
I corridori con due vittorie consecutive sono Girardengo, Gijssels, Rebry, Bartali, Coppi (2 volte), Impanis, De Bruyne, Van Looy (2 volte), De Vlaeminck, De Wolf, Saronni, Kelly (3 volte), Argentin, Van Petegem, Boonen (2 volte),  Cancellara (2 volte), Nibali, Pogačar (2 volte), van der Poel. 
Statistiche aggiornate al 2024

### Vittorie nello stesso anno
Un solo corridore è riuscito a vincere tre classiche monumento nello stesso anno, si tratta di Eddy Merckx che è riuscito nell'impresa per ben quattro volte, nel 1969, 1971, 1972 e 1975, e in un'altra occasione, nel 1973, ne ha vinte due.
Ben 23 corridori ne hanno vinte due nello stesso anno, sono: Girardengo nel 1921, Suter nel 1922, Binda nel 1931, Gijssels nel 1932, Rebry nel 1934, Bartali nel 1939 e 1940, Coppi nel 1946 1948 e 1949, Bobet nel 1951, Impanis nel 1954, De Bruyne nel 1957, Van Looy nel 1959, 1961 e 1962, Gimondi nel 1966, De Vlaeminck nel 1974 e 1977, Moser nel 1978, Kuiper nel 1981, Kelly nel 1984 e 1986, Argentin nel 1987, Van Petegem nel 2003, Boonen nel 2005 e 2012, Cancellara nel 2010 e 2013, Degenkolb nel 2015, Pogačar nel 2021, 2023, 2024 e 2025 van der Poel nel 2023, 2024 e 2025.
L'accoppiata più frequente è quella fra Giro delle Fiandre e Parigi-Roubaix, riuscita in 12 occasioni, quelle meno frequenti fra Milano-Sanremo e Giro delle Fiandre e fra Giro delle Fiandre e Liegi-Bastogne-Liegi, riuscite entrambe in 2 sole occasioni e sempre ad opera di Eddy Merckx. 
Il 2023, il 2024  e il 2025 sono le annate in cui due corridori (van der Poel e Pogačar) hanno vinto almeno due classiche monumento.
Statistica aggiornata al 28 aprile 2025

## Galleria d'immagini

Rik Van Looy
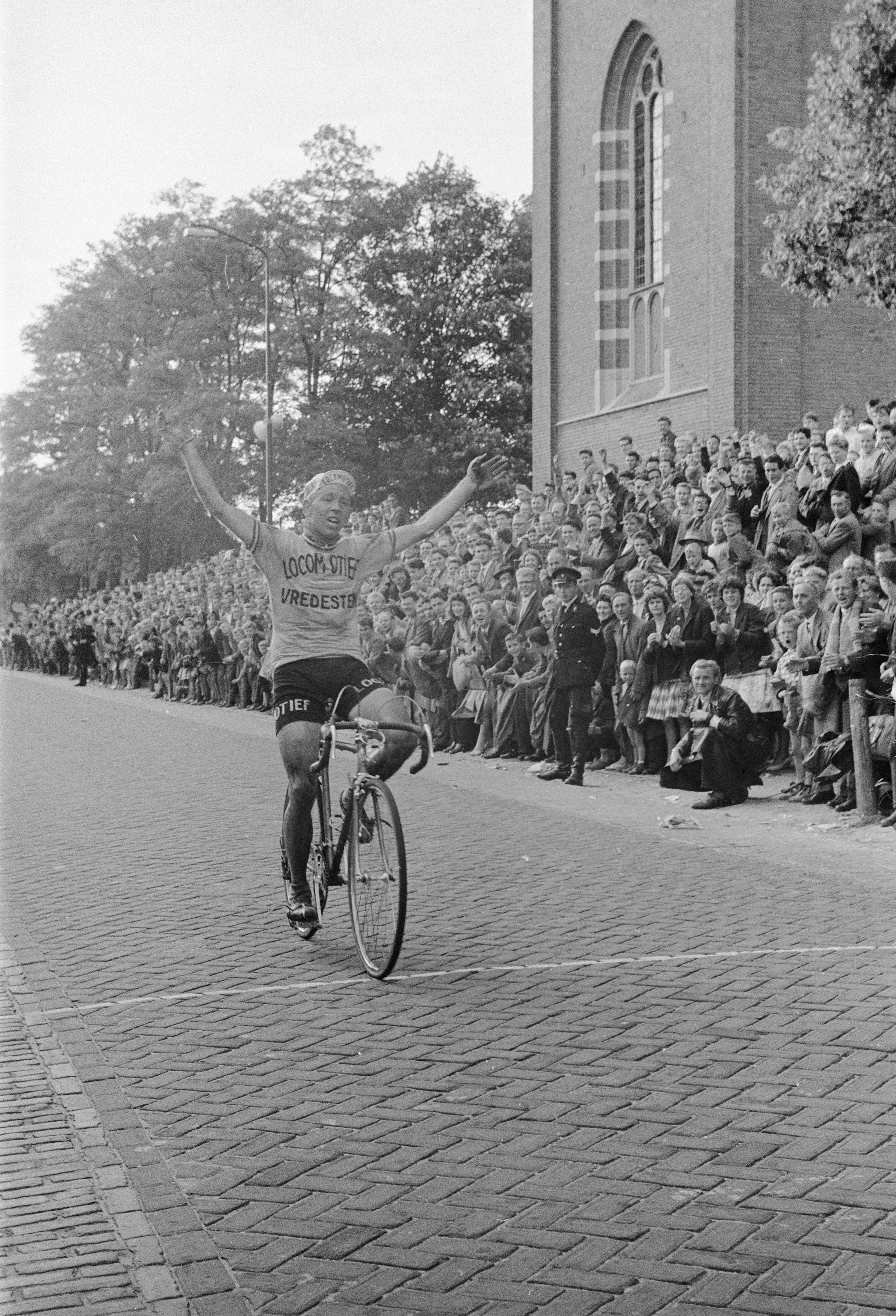
Rik Van Steenbergen
Giuseppe Saronni
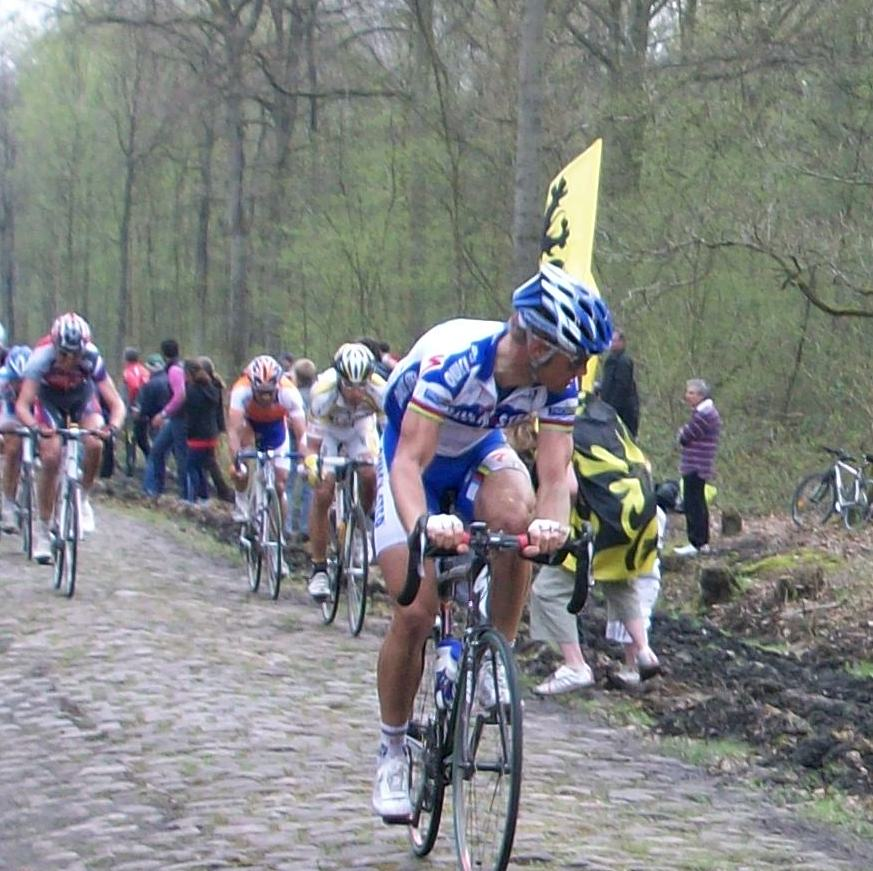
Tom Boonen